# Chodowie
Chodowie (cz. Chodové, niem. Choden) – dawniej wolny lud, żyjący w zachodnich Czechach i strzegący granicy Czech z Bawarią. Zamieszkiwali 11 wsi koło Domažlic - Region Chodzki (cz. Chodsko, niem. Chodenland): Klenčí pod Čerchovem, Chodov, Postřekov, Draženov, Stráž, Újezd, Tlumačov, Starý Klíčov, Mrákov, Chodská Lhota, Pocinovice.
Już pierwsi królowie czescy obsadzali pogranicze Czech i Bawarii zaufanymi, uzbrojonymi w łuki i topory ludźmi, których głównym zadaniem było strzec zachodnich granic królestwa. Budowali oni wzdłuż nich drewniane strażnice i punkty obserwacyjne, strzegli, by nikt niezauważony nie przekraczał granic, w razie potrzeby tarasowali zwalonymi drzewami ścieżki i tradycyjne przejścia. Przeprowadzali karawany kupieckie pilnując, by nie omijały miejsc poboru opłat celnych. W zamian za tę uciążliwą służbę byli zwolnieni od wszelkich ówczesnych obciążeń feudalnych – byli wolnymi kmieciami, podległymi jedynie królowi.
W roku 1325 Chodowie uzyskali od króla Jana Luksemburskiego oficjalny wykaz przywilejów, związanych z ich zwyczajową pracą. Mogli dowolnie dysponować swoim majątkiem, mieli własne sądy niezależne od feudała oraz własnych sędziów. Mogli ciąć w królewskich lasach drewno potrzebne na budowę domów i zbierać drewno opałowe. Wolno im było polować, łowić ryby, podbierać miód dzikich pszczół, a także wypasać bydło na leśnych polanach. Nawet w czasie pokoju mogli nosić przy sobie broń (w tym czasie domyślnie była to broń biała). W roku 1576 król Rudolf II rozszerzył to prawo na broń palną długą i krótką. Zezwolił także na hodowanie i wykorzystywanie do pracy lokalnej rasy psów, odpornych na niekorzystne zmiany pogodowe oraz wytrzymałych i czujnych, znanej później jako chodzki pies. Na swych proporcach Chodowie wyszywali psią głowę z wyszczerzonymi zębami – jako znak wiecznego czuwania a zarazem wdzięczności dla czworonogich pomocników. Ze względu na ten znak Chodów zaczęto nazywać Psiogłowcami (czes. Psohlavci). Pod koniec XVII wieku zbuntowali się pod przywództwem Jana Koziny.
Do ponownego zainteresowania się historią ludu Chodów oraz związaną z nim rasą psów przyczyniła się w końcu XIX wieku powieść Aloisa Jiráska pod tytułem Psohlavci (Psiogłowcy), poświęcona głównie powstaniu Jana Koziny. Od tego okresu w Czechach podejmowano próby odtworzenia hodowli psów chodzkich.